# Č
A Čč graféma (latin C hacsekkel) több környezetben is előfordulhat, de legtöbbször hangértéke megegyezik a magyar nyelv cs hangjával.  [t͡ʃ]

## Eredete
A jel először a 15. század folyamán a cseh ábécében jelent meg, amit ekkoriban Husz János reformált meg. Ljudevit Gaj 1830-ban átültette a horvátba. Ezeken kívül része még a szlovák, a szlovén, a bosnyák, a lett, a litván és a berber ábécének is.

## Használata
Ez a berber, horvát, szlovén, boszniai, szerb, montenegrói, a kolta számi és a lakota ábécé negyedik, a cseh, az északi számi és a balti (lett és litván) ábécé ötödik, a szlovák ábécé hatodik betűje. Használják még a pastu چ átírására, és szerepel egy észak-amerikai nyelvjárásban is.
Egyre inkább használják ezt a jelet a macedón és a belarusz szövegek latin betűs átírásánál.

## Bevitele a számítógépen
| Billentyűzetkiosztás | kisbetű         | nagybetű         |
| -------------------- | --------------- | ---------------- |
| Windows billentyűzet | AltGr+2; C      | AltGr+2; Shift+C |
| Apple billentyűzet   | Alt+Caps Lock+F | Alt+Caps Lock+D  |

### Karakterkódolással
| Karakterkészlet | Kisbetű (Č) | Nagybetű (č) |
| --------------- | ----------- | ------------ |
| EBCDIC          | 269         | 268          |
| Bináris EBCDIC  | 100001100   | 100010001    |
| Unicode         | U+010D      | U+010C       |
| HTML/XML        | &ccaron;    | &Ccaron;     |

### Angolul
- EBCDIC-kódok
- Kis- és nagybetűs Unicode-kódok
- Łacinka kiejtés és írás
- Horvát kiejtés
- Cseh kiejtés
- Szlovák kiejtés
- Szlovén kiejtés
- Litván kiejtés Archiválva 2022. december 8-i dátummal a Wayback Machine-ben